# کن شمراک
 کن شمراک (انگلیسی: Ken Shamrock؛ زادهٔ ۱۱ فوریهٔ ۱۹۶۴) یک ورزشکار هنرهای رزمی ترکیبی، قهرمان سابق یواف‌سی، یک کشتی‌گیر حرفه‌ای و یک هنرپیشه اهل ایالات متحده آمریکا است.